# Henri Giffard
Henri Giffard (Párizs, 1825. február 8. – Párizs, 1882. április 15.) francia mérnök.

## Életútja
Egy ideig a vasúti irodában dolgozott, azután a kormányozható léghajó problémájával kezdett foglalkozni és 1852-ben gőzgép segítségvel hajtott léggömböt bocsátott fel. Egyéb technikai találmányai révén jelentékeny vagyonra tévén szert, kizárólag a léghajózással foglalkozott. Írt több, a léghajózás kérdésére vonatkozó munkát is. 